# Un milagro en equilibrio
Un milagro en equilibrio es el noveno libro publicado por la autora española Lucía Etxebarria. Habiendo sido premiada anteriormente en varias ocasiones, como por ejemplo con el premio Nadal en 1998, vino a sumar a sus galardones el correspondiente a la 53.ª edición del Premio Planeta de Novela en 2004, dando con este premio el paso definitivo a la fama.

## Sinopsis
Es este un libro de reflexiones sobre el descubrimiento del propio ser dentro de las circunstancias y los bagajes educacionales. En él su personaje principal se encuentra revisitando su vida para poder afianzarse y dar a su hija una base sobre la que crecer. A modo de diario, Eva ante su recién estrenada maternidad, explora su vida para intentar descubrir quién es y hacia donde se dirige. Es un libro de análisis sobre sentimientos, sobre inteligencia emocional, sobre cómo se desarrolla la personalidad de un ser humano desde su nacimiento hasta su madurez.
El personaje principal parece atrapado en una eterna adolescencia de la que no acaba de conseguir salir. Una etapa llena de reproches hacia los padres, hacia la educación recibida, hacia el mundo que le rodea, incomprensible y extraño. Eva intenta superar al fin esa etapa para poder afrontar la maternidad desde un punto de partida maduro, que acaba por no ser más que una mediocre aceptación (casi cobarde) de la realidad en que se encuentra sin llegar a atreverse a introducir el certero e imprescindible bisturí que la salvaría. Eva está anclada en los reproches hacia todo el mundo, haciendo responsables de sus errores, de sus defectos, de sus problemas a factores siempre (o casi siempre) ajenos a sí misma. Finalmente alcanza una cierta conciliación con su propia historia y decide que esos reproches no le llevan a nada, que no la dejarán seguir creciendo. Pero solo los ignora, no acaba de comprender que cada ser humano es responsable de sí, sean cuales sean sus circunstancias.
Eva es un personaje con un locus de control completamente externo, sujeto al devenir de las circunstancias de su vida y con una capacidad innata para mantenerse en una perpetua inmadurez.
La prosa es sencilla, coloquial, casi hablada y de fácil lectura, donde se  cuenta los conflictos y problemas eminentemente humanos y actuales.